# 御所見村
御所見村（ごしょみむら）は、かつて神奈川県高座郡に所属していた村。現在の藤沢市北西部にあたる。

## 名称の由来
かつて桓武平氏の祖である葛原親王（かずらわらしんのう）が葛原（くずはら）の地に御所を築き、散歩に出た折に菖蒲沢（しょうぶざわ）にあった塚から御所を眺めたという伝承から名付けられた「御所見塚」に由来する。
別説として、葛原親王の末裔である垂木主膳正従四位下長田武蔵守平忠望（平公雅と同一人物ともされる）が葛原に、地元の人々から垂木御所と呼ばれる屋敷を構え、この屋敷を菖蒲沢の塚から見ることができたのが「御所見塚」の由来ともされる。
町村制施行時に6村が合併して新たな村が誕生した際、塚の名にちなんで御所見村と名付けられた。
御所見塚があった場所は現在は工場になっており現存しないが、記念碑が藤沢市役所御所見市民センターに設置されている。

## 歴史
- 1884年（明治17年） - 下記6村で総合村役場を置く[1]。
- 1889年（明治22年）4月1日 - 町村制施行により用田村（ようだむら）、葛原村、菖蒲沢村、獺郷村（おそごうむら）、打戻村（うちもどりむら）、宮原村（みやばらむら）の6村が合併して御所見村となる。
- 1954年（昭和29年）2月 - 藤沢市および茅ヶ崎市の両市から合併申し入れを受ける。
検討した結果、藤沢市への合併を決定した。
- 1955年（昭和30年）4月5日 - 藤沢市に編入合併される。

## 現況
公式な地区名としては残っていない（合併以前の6村の名前が地区名となっている）が、旧・御所見村の範囲は地元では御所見地区とも呼ばれており、いくつかの施設にも御所見の名が冠されている。
- 藤沢市役所御所見市民センター
- 藤沢市立御所見小学校
- 藤沢市立御所見中学校
- 御所見郵便局
- 藤沢御所見病院
- 御所見総合クリニック